# 日本の選挙

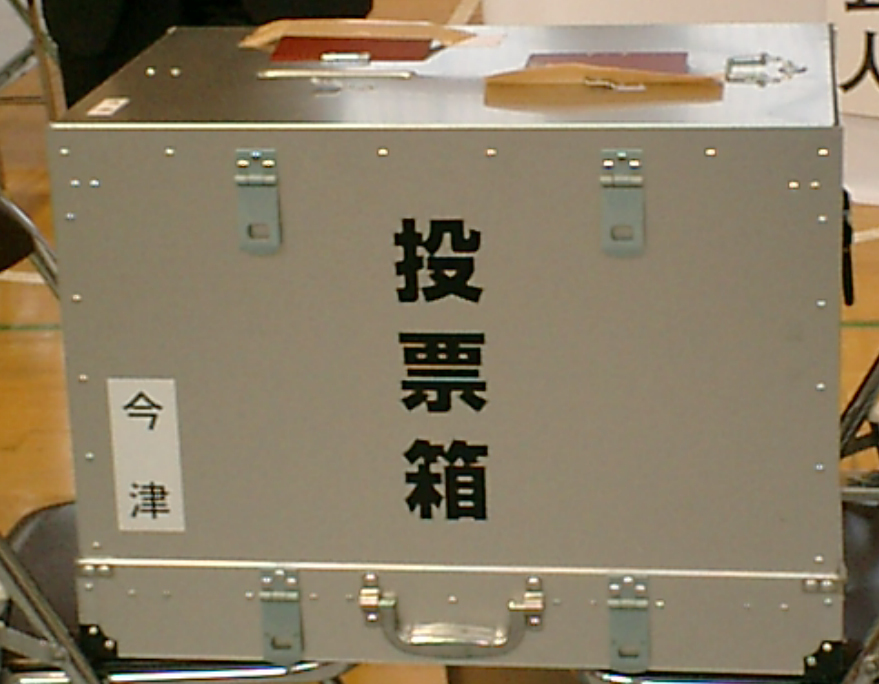
日本の選挙で使用される投票箱（横長型）

日本の選挙（にっぽんのせんきょ）では、日本における公職選挙制度について述べる。

## 選挙の種別と選挙区

### 選挙の種別

#### 国政選挙
- 衆議院議員総選挙（総選挙）
衆議院議員の任期満了または衆議院解散による選挙（公職選挙法第31条）[1][注 1]。任期満了（4年）または衆議院解散により衆議院議員全員を選ぶために執行される選挙をいう[1]。衆議院議員の定数は465人で、小選挙区選出議員289人を選ぶ小選挙区選挙と比例代表選出議員176人を選ぶ比例代表選挙を同じ投票日に執行する[1]。また両方の選挙に重複して立候補が出来る（重複立候補制度）。
- 参議院議員通常選挙
参議院議員の任期満了に伴う選挙をいう（公職選挙法第32条）。参議院議員の任期は6年であるが、3年ごとの半数改選となっており、3年に1回、参議院議員の半数を選ぶために執行される選挙をいう[1]。参議院議員の定数は248人（2018年の公職選挙法改正により。半数ずつ改選する都合上2019年から2022年まで245人）で、選挙区選出議員148人（同上147人）を選ぶ選挙区選挙と比例代表選出議員100人（同上98人）を選ぶ比例代表選挙（両方の選挙に立候補ができない）を同じ投票日に執行する[1] [2]。

#### 地方選挙
- 一般選挙
都道府県や市区町村（地方公共団体）の議会に所属する議員（または当選人）が、任期満了（4年）や解散などによってすべていなくなった場合に、その議会の議員全員を選ぶための選挙[1]。
- 地方公共団体の長の選挙
都道府県知事や市区町村長（地方公共団体の長）に、任期満了（4年）、住民の直接請求（リコール）による解職、不信任議決による失職、死亡、退職、被選挙権の喪失による失職が発生した場合に、その長を選ぶための選挙[1]。
- 設置選挙
地方公共団体が新しく設置された場合に、その地方公共団体の議会の議員と長を選ぶために行われる選挙[1]。

#### 特別の選挙（国政・地方）
- 再選挙
選挙が行われても選挙のやり直しや当選人がなお不足するため補う必要があるときに行われる選挙[1]。
- 補欠選挙
選挙の当選人が議員となった後に死亡や退職があり、繰上当選でも議員の定数に不足する場合に行われる選挙[1]。
- 増員選挙
地方公共団体の議会で、議員の任期中に、議員の定数を増やすこととなったときに行われる選挙[1]。

### 選挙区
国政選挙においては、衆議院議員総選挙と参議院議員通常選挙とで、互いに異なる多数代表制選挙区と比例代表制選挙区とが互いに重複して同時に併存している。

#### 衆議院議員
- 「衆議院名簿届出政党等」（公職選挙法第86条の2第1項による届出をした政党その他の政治団体）の「衆議院名簿登載者」、すなわち衆議院議員への立候補者は、選挙区が重複している小選挙区制選挙と比例代表制選挙への重複立候補だけは例外的に認められている。これは、重複立候補を禁止する公職選挙法第87条第1項の規定にもかかわらず、同法第86条の2第4項の規定が優先されているためである。

##### 小選挙区制
- 公職選挙法第12条第1項、第13条第1項・第3項・第4項、および、第13条第1項の「別表第一」により、各都道府県を区割りして全都道府県で289の小選挙区が衆議院小選挙区制の選挙区として設けられている。各々の小選挙区の議員定数はすべて等しく1名であり、総議員定数は289名である。小選挙区の詳細については、衆議院小選挙区一覧あるいは衆議院議員一覧を参照のこと。

##### 比例代表制
- 公職選挙法第12条、第13条第2項および同項の「別表第二」により、各都道府県を構成単位としつつ全都道府県を11に区割りした比例代表制選挙区（比例代表ブロック、比例代表区、比例ブロック、比例区、地域ブロック、あるいは単にブロック）が衆議院比例代表制の選挙区として設けられている。これらの比例代表制選挙区ごとに各々の議員定数が定められており、総議員定数は176名である。詳しくは、衆議院比例代表制選挙区一覧、衆議院小選挙区一覧あるいは衆議院議員一覧を参照のこと。

#### 参議院議員
- 「参議院名簿届出政党等」（公職選挙法第86条の3第1項による届出をした政党その他の政治団体）の「参議院名簿登載者」、すなわち参議院議員への立候補者は、選挙区制選挙と比例代表制選挙へのいかなる重複立候補も認められてはいない。これは、選挙区が明らかに重複しているにもかかわらず、衆議院議員への立候補者のように同法第86条の2第4項のような規定が適用されないためであり、重複立候補を禁止する公職選挙法第87条第1項の規定がそのまま適用されるためである。

##### 選挙区制
- 公職選挙法第12条第1項、第14条第1項および同項の「別表第三」により、47の都道府県がそのまま47の選挙区として設けられていたが、第24回参議院議員通常選挙から鳥取県選挙区と島根県選挙区、徳島県選挙区と高知県選挙区がそれぞれ合区されて合同選挙区が誕生して鳥取県・島根県選挙区、徳島県・高知県選挙区とされたため、45の選挙区となっている。

- 地方の多くの選挙区（45選挙区のうち32選挙区）は、定数2名である。これらの選挙区は、その当選者2名が3年おきに1人ずつ交互に改選されるため、参議院一人区と呼ばれる。これらの選挙区における選挙には、3年ごとの小選挙区制選挙という性格がある。

- 上記以外の13選挙区は、中選挙区制選挙ないし大選挙区制選挙の性格を有している。ただし、中選挙区制選挙と大選挙区制選挙との違いは選挙区の大きさだけであり、その選挙原理からは、中選挙区制選挙は一般に大選挙区制選挙の一種と見なされている。

- よって、参議院選挙区制選挙は、47都道府県全体では小選挙区制選挙に偏った多数代表制選挙としての大選挙区制選挙を行なっていることになる。

##### 比例代表制
- 公職選挙法第12条第2項により、「全都道府県」が必然的にいわば1つの選挙区として扱われることになる。この場合、衆議院議員総選挙の比例代表制とも異なって「選挙区」の区割りをしているわけでは全くなく、「全都道府県を通じて」有権者たちと「参議院名簿届出政党等」所属の「参議院名簿登載者」たちとの間で、最も単純明快な比例代表制選挙が行なわれているに過ぎない。よって、通常、この公職選挙法の趣旨に則（のっと）って、参議院議員通常選挙の比例代表制選挙の場合は、「選挙区」「選挙区選出」という概念を当て嵌めず、選挙原理の違いに焦点を当てて単に「比例代表」「比例代表選出」と表現される。
  - 参議院議員通常選挙の比例代表制選挙は、比例代表制という特性に100％重点を置いているものであり、「選挙区」の区割りは全く行なわれていない。しかしながら、衆議院議員総選挙の比例代表制選挙区を「比例代表区」「比例区」と称していることに倣（なら）って、（選挙区域が「全都道府県」と最初から分かり切っている）この参議院議員通常選挙の比例代表制選挙の選挙区に対しても「比例代表区」「比例区」と表現されることがある。

#### 都道府県議会議員
- 公職選挙法第12条第1項および第15条各項により、郡市の単位で人口に比例して選挙区を設けることとなっている。郡においては、東京都においては支庁の所管区域を含み、北海道においては支庁の所管区域とする。

#### 市町村議会議員
- 市町村は、通常、その行政区画全域がいわばそのまま1つの選挙区であるが、公職選挙法第12条第4項および同法第15条第6項により、必要があると認められる場合は、選挙区を設けることができる。また、政令指定都市の場合は、区単位で選挙区が設置される。
- 政令指定都市以外では平成の大合併以降に発足した市町村で旧市町村単位とする選挙区を設置する例があったがその多くは合併後最初の選挙のみで2回目以降の選挙で廃止されている[注 2]。

### 比例代表選出議員の選挙方法

#### 政党名の投票
衆議院選挙で行われる比例代表選挙は政党・政治団体名でのみの投票となっている（拘束名簿方式・名簿届出の個人名の投票は無効扱い）。だが、2005年9月の第44回衆議院議員総選挙に関して、いわゆる「疑問票」の扱いについて以下のような通知が行われた。
- 「新党大地」の場合は「宗男（ムネオ）新党」と書いても投票は有効。
- 「国民新党」の場合は「綿貫新党」は有効。しかしながら「亀井新党」（亀井静香、亀井久興は同党の主力結成メンバー）は無効。
- 「公明党」の「イカンザキ（神崎）公明」は「神崎の呼称ではない」ということで無効。
- 「新党日本」は「日本」「日本新党（かつて同名の政党があった）」「田中新党」と記入してもいずれも有効票扱い。

参議院選挙の比例代表制は、非拘束名簿方式で行われる。投票用紙に記入された候補者個人が所属する政党の得票とされ、さらに当選順位は個人名での得票数の多い候補者の順となる。また、個人名を書かない場合は、政党名を記入して投票することも可能であり、その場合その政党の得票となる。

#### 所属政党の移籍の制限
日本では2000年以降の国政選挙から、比例当選議員は所属政党が存在している場合において、当選時に当該比例区に存在した他の名簿届出政党に移籍する場合は当選を失うことになった（公職選挙法第99条の2）。
ただし無所属になることや、当選時に当該比例区に存在しなかった新政党への移籍は当選を失うことはない（当選時に存在した政党であっても、自分が比例選出された選挙で該当比例区に候補者擁立しなかった政党には辞職せず移籍可能。具体的な例として、2009年衆議院総選挙でみんなの党は衆議院比例区では北海道・東北・北陸信越・中国・四国で擁立しなかったので、北海道・東北・北陸信越・中国・四国の比例当選衆議院議員は当選を失うことすることなく、みんなの党への入党が可能であった。）。
政党が他政党の比例選出議員を当選を失わさせずに入党させるため、一度解党手続きをしてから新党結成する形で事実上の政党移籍は可能である（過去に保守党が他政党の比例選出議員を入党させるために一度解党した上で保守新党を結成したのがこれに該当する）。その場合は一度解党手続きをとるために、解党前の国政選挙の得票による政党助成金が受け取れず議員数による政党助成金しか受け取れないデメリットが存在する。過去の得票数が多かったり入党議員が少ない場合は逆に政党助成金が減ってしまう可能性がある。
また、当該比例選出政党が合併した場合や解散した場合は、比例当選議員は政党移籍において当選を失うことなく移籍可能である（自由党と民主党の政党合併はこれに該当する）。
2016年に結党した民進党では旧みんなの党の比例代表選出議員ゆえに国会法第99条の2の規定により改選まで国会議員職を維持したまま民進党に参加できない旧維新の党の参議院議員5名は共同会派所属国会議員の地位に関する経過規定（党規約附則2条2項）により、2019年9月まで小野ら5名は無所属でありながら党役員への就任や両院議員総会での議決権行使を許されて民進党所属国会議員に準ずる地位を有するものとされたが（政党助成法上の政党交付金配分に絡む議席分にはカウントされない）、産経新聞から『「無所属議員を党所属議員として扱う」という政党政治の根本が問われるような異常な事態』と批判された。

#### 当選枠が比例候補者を上回った場合
日本ではある政党や政治団体の比例名簿の登録者を上回る当選者が出た場合、上回った議席分は次に議席が配分される他の政党や政治団体に配分される。ただし、これは選挙時に限り、補充（繰上げ）の場合は他の政党や政治団体に配分されず、欠員となる。
2005年9月の衆議院選挙において、自民党は東京ブロックで8人分確保したが、重複立候補の小選挙区当選者を除く比例名簿登載者が7人しか残っていなかった。このため、公職選挙法の規定により全員が当選した場合、次に上位を占める政党や政治団体に議席を与えることになり、社民党の候補者（保坂展人）にその1議席を「譲渡」した形になった。
2009年8月の第45回衆議院議員総選挙の近畿ブロックでは、民主党の名簿登載者が2人不足した。その結果については次節を参照のこと。
2017年10月の第48回衆議院議員総選挙において、立憲民主党は東海ブロックで5人分確保したが、重複立候補の小選挙区当選者を除く比例名簿登載者が4人しか残っていなかった、このため、公職選挙法の規定により全員が当選した場合、次に上位を占める政党や政治団体に議席を与えることになり、自由民主党の候補者（田畑毅）にその1議席を「譲渡」した形になった。
2024年10月の第50回衆議院議員総選挙において、国民民主党は北関東ブロックで2人分確保したが、重複立候補の小選挙区当選者を除く比例名簿登載者が1人しか残っていなかった。また、東海ブロックにおいてもで3人分確保したが、重複立候補の小選挙区当選者を除く比例名簿登載者が1人しか残っていなかった。このため、公職選挙法の規定により全員が当選した場合、次に上位を占める政党や政治団体に議席を与えることになり、北関東ブロックでは公明党の候補者（山口良治）にその1議席を、東海ブロックでは立憲民主党の候補者（福森和歌子）と自由民主党の候補者（伊藤忠彦）にその2議席を「譲渡」した形になった。

#### 小選挙区の得票不足で比例枠を失った例
2009年8月の衆議院選挙において、みんなの党は東海ブロックと近畿ブロックでそれぞれ1人、計2人分の当選枠を確保した。ところが、2ブロックの同党の候補者は全て重複立候補で、かつ当該地域の小選挙区で有効票の10%を得られなかったために、比例復活当選の資格を得ることができなかった。このため東海ブロックの議席は民主党の候補者（磯谷香代子）に割り振られ、近畿ブロックでは民主党の候補者不足（2人）もあって合計3議席が自民党（谷公一、谷畑孝）と公明党（赤松正雄）に振り分けられた。
2021年10月の第49回衆議院議員総選挙において、れいわ新選組は東海ブロックで1人分の当選枠を確保した。ところが、同党の候補者は全て重複立候補で、かつ当該地域の小選挙区で有効票の10%を得られなかったために、比例復活当選の資格を得ることができなかった。このため東海ブロックの議席は公明党の候補者（中川康洋）に割り振られた。

#### 解党などによる比例名簿の扱い
選挙時の政党が、他党への合流や合併、解党などが行われた場合の比例名簿の扱いは、当該政党が比例名簿の取り下げを行わない限りは有効である。仮に当該政党が選挙で議席を獲得していて、その後欠員が生じた場合はその当時の名簿から繰上補充が行われる。一方で離党や除名などでその政党構成員でなくなった場合や当選を辞退する場合に、選挙時の政党が解党し、結成された後継政党が「法令上で選挙時の政党と異なる政党の扱い」である場合は、離党や除名、当選の辞退者が発生しても当該名簿に手を加える事が出来ず、削除は不可能となる。
- 解党に伴う比例名簿の取り下げが行われた例として、2014年11月に解党したみんなの党の例がある。解党後に旧みんなの党の比例名簿当選者の辞職による欠員が発生したが、次点者の繰上補充が行われず、任期満了まで欠員となった。
- 2017年10月の第48回衆議院議員総選挙・比例北海道ブロックで（旧）立憲民主党から立候補した山崎摩耶は次点となったが、2021年8月にこの選挙で当選していた本多平直の辞職による欠員が発生した。繰上補充の対象となった山崎はこの時点で（新）国民民主党に所属しており、本来ならば山崎を比例名簿からの削除が必要であったが、（旧）立憲民主党は2020年9月に解党している一方で比例名簿は取り下げておらず、この時点の（新）立憲民主党は前述の選挙時の（旧）立憲民主党とは法制上「同名の別政党」であるため、（新）立憲民主党は山崎を比例名簿から削除する事が出来なかった。これにより同年8月6日付で山崎の繰上当選が決定し、議席が（新）国民民主党に渡ってしまう珍事が発生した[5]。なお、山崎は同年10月14日の衆議院解散で失職し、同年10月31日の第49回衆議院議員総選挙では（新）国民民主党・比例北海道ブロックから立候補するも、落選している。
- 2019年7月の第25回参議院議員通常選挙・参議院比例区で（旧）立憲民主党から立候補した市井紗耶香は次点となったが、2024年4月にこの選挙で当選していた須藤元気（当選後に離党して無所属）の退職（衆議院東京都第15区補欠選挙立候補による自動失職）による欠員が発生した。繰上補充の対象となった市井は当選決定以前に「当選（議員活動）を辞退する」旨を表明しており[6]、本来ならば市井を比例名簿からの削除が必要であったが、（旧）立憲民主党は2020年9月に解党している一方で比例名簿は取り下げておらず、この時点の（新）立憲民主党は前述の選挙時の（旧）立憲民主党とは法制上「同名の別政党」であるため、（新）立憲民主党は市井を比例名簿から削除する事が出来なかった[7]。さらに公職選挙法上の当選辞退に資する理由に相当しない[注 3]事から、これにより同年4月26日付で市井の繰上当選が決定し、市井は代理人を通じて当選証書を受領した後に、即日参議院議長宛に議員辞職願を提出、同日の参議院本会議で辞職が許可され、参議院議員を辞職した。市井の議員任期は1日（官報に告示された26日8時半から、参議院本会議で辞職願が許可された同日10時3分までの計93分間）と憲政史上最短の任期となった[8]。

このように「立候補時の政党」と「繰上当選決定時の政党」が異なりながらも、繰上当選となった例も散見されることや、当選辞退を表明した者に対する取扱いについて、法令の改正を求める意見も出ている。

#### 比例代表制の党派別獲得議席実績
いずれも議席獲得事例がある政党に限った。

##### 衆議院
| 回 | 年                 | 自民 | 希望 | 立民 | 国民民主 | 民主 | 維新 | 公明 | みんな | 共産 | 社民 | 未来・生活 | 国民新 | 大地 | 新党日本 | 新進 | 自由 | れいわ | 参政 | 日本保守 | 合計  |
| -- | ------------------ | ---- | ---- | ---- | -------- | ---- | ---- | ---- | ------ | ---- | ---- | ---------- | ------ | ---- | -------- | ---- | ---- | ------ | ---- | -------- | ----- |
| 41 | 1996年（平成08年） | 70   | －   | －   | －       | 35   | －   | －   | －     | 24   | 11   | －         | －     | －   | －       | 60   | －   | －     |      | －       | －200 |
| 42 | 2000年（平成12年） | 56   | －   | －   | －       | 47   | －   | 24   | －     | 20   | 15   | －         | －     | －   | －       | －   | 18   | －     | －   | －       | 180   |
| 43 | 2003年（平成15年） | 69   | －   | －   | －       | 72   | －   | 25   | －     | 9    | 5    | －         | －     | －   | －       | －   | －   | －     | －   | －       | 180   |
| 44 | 2005年（平成17年） | 77   | －   | －   | －       | 61   | －   | 23   | －     | 9    | 6    | －         | 2      | 1    | 1        | －   | －   | －     | －   | －       | 180   |
| 45 | 2009年（平成21年） | 55   | －   | －   | －       | 87   | －   | 21   | 3      | 9    | 4    | －         | 0      | 1    | 0        | －   | －   | －     | －   | －       | 180   |
| 46 | 2012年（平成24年） | 57   | －   | －   | －       | 30   | 40   | 22   | 14     | 8    | 1    | 7          | 0      | 1    | －       | －   | －   | －     | －   | －       | 180   |
| 47 | 2014年（平成26年） | 68   | －   | －   | －       | 35   | 30   | 26   | -      | 20   | 1    | 0          | －     | －   | －       | －   | －   | －     | －   | －       | 180   |
| 48 | 2017年（平成29年） | 66   | 32   | 37   | －       | －   | 8    | 21   | －     | 11   | 1    | －         | －     | 0    | －       | －   | －   | －     | －   | －       | 176   |
| 49 | 2021年（令和03年） | 72   | －   | 39   | 5        | －   | 25   | 23   | －     | 9    | 0    | －         | －     | －   | －       | －   | －   | 3      | －   | －       | 176   |
| 50 | 2024年（令和06年） | 59   | －   | 44   | 17       | －   | 15   | 20   | －     | 7    | 0    | －         | －     | －   | －       | －   | －   | 9      | 3    | 2        | 176   |

注1:－は立候補しなかった場合（政党等が存在しない場合も含む）、0は立候補したが当選者がいなかった場合をさす。
注2:立民は、第48回が立憲民主党 (日本 2017)、第49・50回が立憲民主党 (日本 2020)。
注3:民主は、第41回が民主党 (日本 1996-1998)、第42-47回が民主党 (日本 1998-2016)。
注4:維新は、第46回が日本維新の会 (2012-2014)、第47回が維新の党、第48-回が日本維新の会 (2016-)。
注5:未来・生活は、第46回が日本未来の党、第47回が生活の党（日本未来の党の改称）。
注6:大地は、第44・45・48回が新党大地、第46回が新党大地 (2012-)。

##### 参議院
| 回 | 年                 | 自民 | 社会・社民 | 民主 | 公明 | 共産 | 民社 | 新自ク | 新自連 | 二院ク | 新進 | 自由 | 日本新 | さきがけ | スポ平 | サラ新 | 福祉 | 税金 | 計 |
| -- | ------------------ | ---- | ---------- | ---- | ---- | ---- | ---- | ------ | ------ | ------ | ---- | ---- | ------ | -------- | ------ | ------ | ---- | ---- | -- |
| 13 | 1983年（昭和58年） | 19   | 9          | －   | 8    | 5    | 4    | －     | 1      | 1      | －   | －   | －     | －       | －     | 2      | 1    | －   | 50 |
| 14 | 1986年（昭和61年） | 22   | 9          | －   | 7    | 5    | 3    | 1      | －     | 1      | －   | －   | －     | －       | －     | 1      | 0    | 1    | 50 |
| 15 | 1989年（平成元年） | 15   | 20         | －   | 6    | 4    | 2    | －     | －     | 1      | －   | －   | －     | －       | 1      | 0      | 0    | 1    | 50 |
| 16 | 1992年（平成04年） | 19   | 10         | －   | 8    | 4    | 3    | －     | －     | 1      | －   | －   | 4      | －       | 1      | －     | －   | －   | 50 |
| 17 | 1995年（平成07年） | 15   | 9          | －   | －   | 5    | －   | －     | －     | 1      | 18   | －   | －     | 2        | 0      | －     | －   | －   | 50 |
| 18 | 1998年（平成10年） | 14   | 4          | 12   | 7    | 8    | －   | －     | －     | 0      | －   | 5    | －     | 0        | 0      | －     | －   | －   | 50 |

| 回 | 年                 | 自民 | 民主・民進 | 維新 | 公明 | みんな | 共産 | 社民 | 国民新 | 新党日本 | 自由 | 保守 | 改革 | たち日 | 生活 | 計 |
| -- | ------------------ | ---- | ---------- | ---- | ---- | ------ | ---- | ---- | ------ | -------- | ---- | ---- | ---- | ------ | ---- | -- |
| 19 | 2001年（平成13年） | 20   | 8          | －   | 8    | －     | 4    | 3    | －     | －       | 4    | 1    | －   | －     | －   | 48 |
| 20 | 2004年（平成16年） | 15   | 19         | －   | 8    | －     | 4    | 2    | －     | －       | －   | －   | －   | －     | －   | 48 |
| 21 | 2007年（平成19年） | 14   | 20         | －   | 7    | －     | 3    | 2    | 1      | 1        | －   | －   | －   | －     | －   | 48 |
| 22 | 2010年（平成22年） | 12   | 16         | －   | 6    | 7      | 3    | 2    | 0      | －       | －   | －   | 1    | 1      | －   | 48 |
| 23 | 2013年（平成25年） | 18   | 7          | 6    | 7    | 4      | 5    | 1    | －     | －       | －   | －   | －   | －     | 0    | 48 |
| 24 | 2016年（平成28年） | 19   | 11         | 4    | 7    | －     | 5    | 1    | －     | －       | －   | －   | 0    | －     | 1    | 48 |

| 回 | 年                 | 自民 | 立民 | 公明 | 維新 | 共産 | 国民民主 | れいわ | 社民 | NHK | 参政 | 日本保守 | チームみらい | 計 |
| -- | ------------------ | ---- | ---- | ---- | ---- | ---- | -------- | ------ | ---- | --- | ---- | -------- | ------------ | -- |
| 25 | 2019年（令和元年） | 19   | 8    | 7    | 5    | 4    | 3        | 2      | 1    | 1   | －   | －       | －           | 50 |
| 26 | 2022年（令和04年） | 18   | 7    | 6    | 8    | 3    | 3        | 2      | 1    | 1   | 1    | －       | －           | 50 |
| 27 | 2025年（令和07年） | 12   | 7    | 4    | 4    | 2    | 7        | 3      | 1    | －  | 7    | 2        | 1            | 50 |

注1:－は立候補しなかった場合（政党等が存在しない場合も含む）、0は立候補したが当選者がいなかった場合をさす。
注2:社会・社民は、第17回までが日本社会党、第18回-が社会民主党（日本社会党の改称）
注3:民主・民進は、第23回までが民主党、第24回が民進党（民主党の改称）。
注4:維新は、第23回が日本維新の会 (2012-2014)、第24回がおおさか維新の会、第25回-が日本維新の会 (2016-)。
注5:生活は、第23回が生活の党、第24回が生活の党と山本太郎となかまたち（生活の党の改称）。
注6:立民は、第25回が立憲民主党 (日本 2017)、第26回-が立憲民主党 (日本 2020)。
注7:国民民主は、第25回が国民民主党 (日本 2018)、第26回-が国民民主党 (日本 2020)。
注8:NHKは、第25回がNHKから国民を守る党、第26回がNHK党（NHKから国民を守る党の改称）。

## 選挙権と被選挙権

### 選挙権

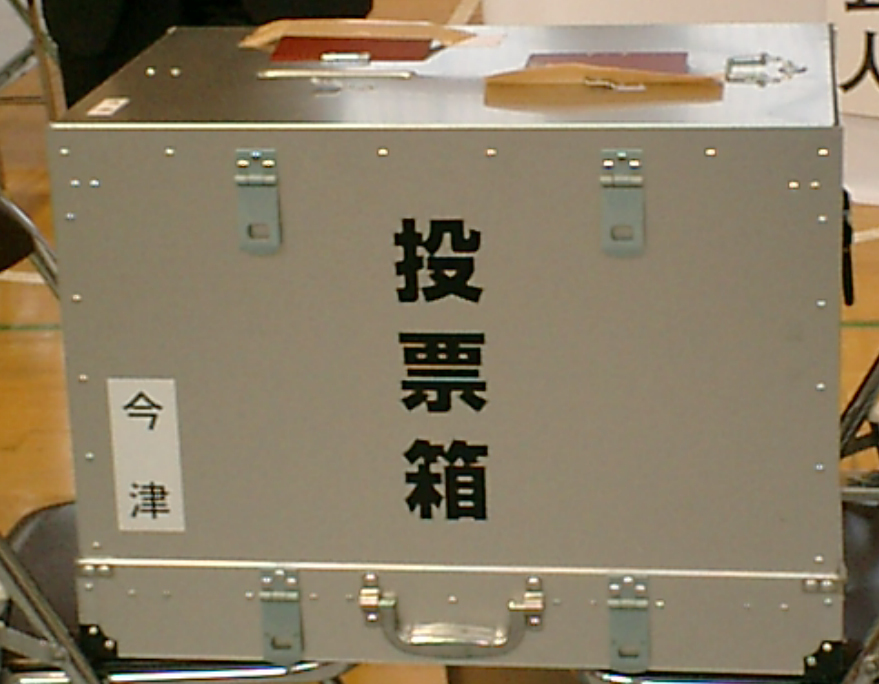
日本の選挙で実際に使用される投票箱

候補者ポスター掲示場（貼付前の様子）

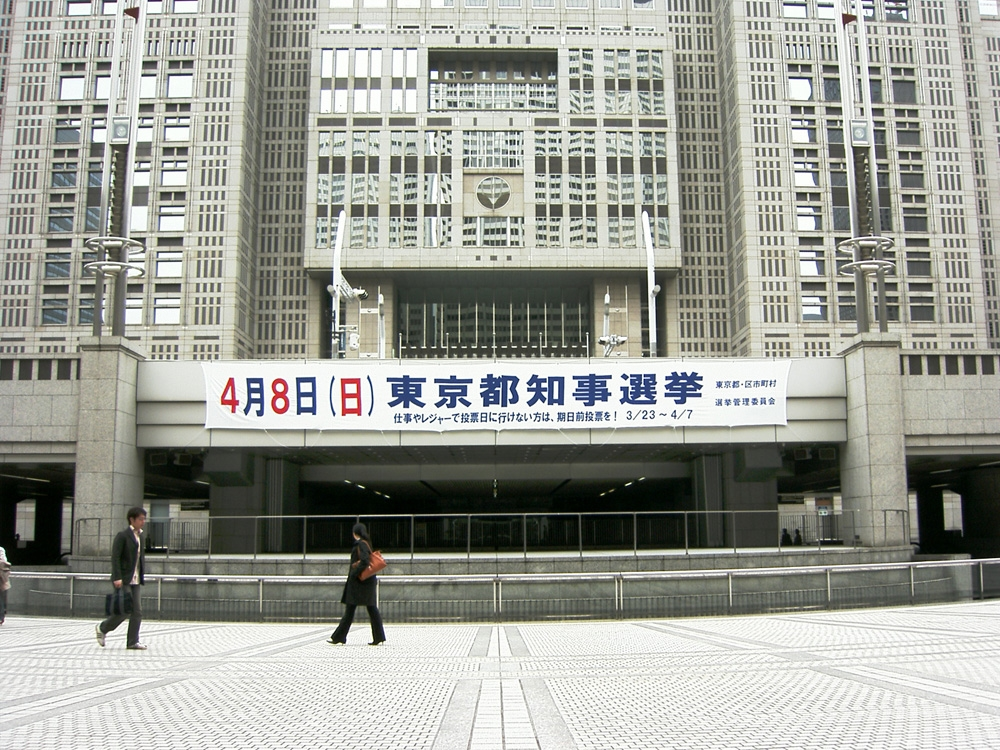
選挙での投票を呼びかける横断幕（日本）

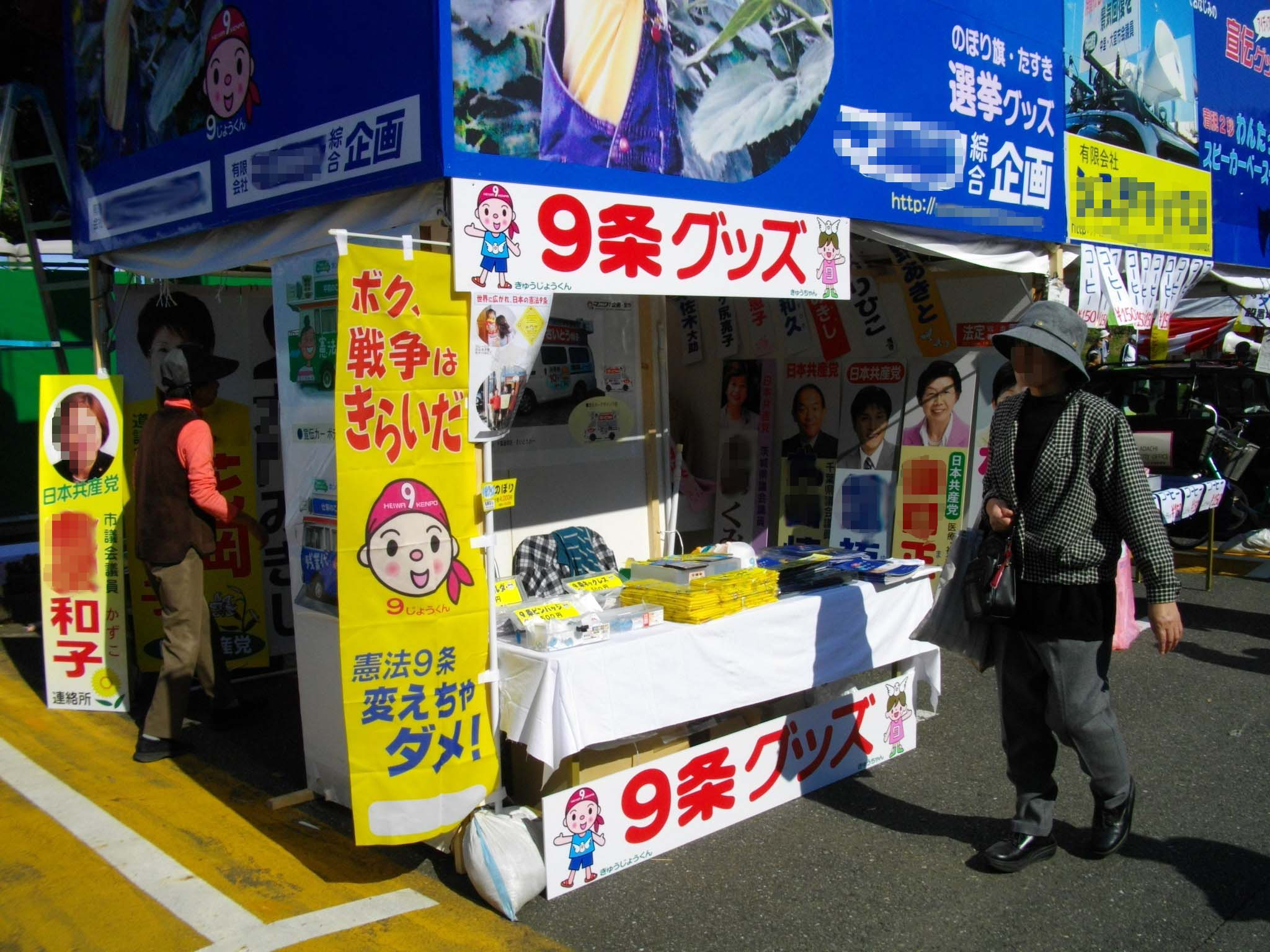
日本には選挙運動関連用品を扱う専門業者が存在する（※手前の「9条」は同運動用品ではない）。業者ブースにて。

#### 衆議院議員及び参議院議員
日本国民で年齢満18歳以上の者は、衆議院議員及び参議院議員の選挙権を有する（公職選挙法第9条第1項）。
日本国憲法の改正手続に関する法律附則において、選挙権年齢を20歳以上から18歳以上となるよう法制上の措置を講ずることが盛り込まれた。その後、2015年6月に改正公職選挙法が成立し選挙権年齢は20歳以上から18歳以上に引き下げられることになった（18歳選挙権）。

#### 地方公共団体の議会の議員及び長
日本国民たる年齢満18年以上の者で引き続き3箇月以上市町村の区域内に住所を有する者は、その属する地方公共団体の議会の議員及び長の選挙権を有する（公職選挙法第9条第2項）。
2015年6月に改正公職選挙法が成立し選挙権年齢は20歳以上から18歳以上に引き下げられることになった。

### 被選挙権
日本国民は、選挙の期日の年齢に従い、それぞれ当該議員又は長の被選挙権を有する（公職選挙法第10条）。
- 衆議院議員については年齢満25年以上の者
- 参議院議員については年齢満30年以上の者
- 都道府県議会議員についてはその選挙権を有する者で年齢満25歳以上のもの
- 都道府県知事については年齢満30年以上の者
- 市町村議会議員についてはその選挙権を有する者で年齢満25歳以上のもの
- 市町村長については年齢満25歳以上の者

### 選挙権及び被選挙権を有しない者
次に掲げる者は、選挙権及び被選挙権を有しない（公職選挙法第11条）。
1. （削除）（1号）
1号には成年被後見人が定められていたが、2013年（平成25年）3月の東京地方裁判所での違憲判決が出され、同年5月の改正公職選挙法で削除され、成年被後見人にも選挙権が認められることとなった[11]。
2. 禁錮以上の刑に処せられその執行を終わるまでの者（2号）
3. 禁錮以上の刑に処せられその執行を受けることがなくなるまでの者（刑の執行猶予中の者を除く。）（3号）
4. 公職にある間に犯した刑法第197条から第197条の4までの罪又は公職にある者等のあっせん行為による利得等の処罰に関する法律1条の罪により刑に処せられ、その執行を終わり若しくはその執行の免除を受けた者でその執行を終わり若しくはその執行の免除を受けた日から五年を経過しないもの又はその刑の執行猶予中の者（4号）
5. 法律で定めるところにより行われる選挙、投票及び国民審査に関する犯罪により禁錮以上の刑に処せられその刑の執行猶予中の者（5号）

また、公職にある間に犯した刑法第197条から第197条の4までの罪又は公職にある者等のあっせん行為による利得等の処罰に関する法律第1条の罪により刑に処せられ、その執行を終わり又はその執行の免除を受けた者でその執行を終わり又はその執行の免除を受けた日から5年を経過したものは、当該5年を経過した日から5年間、被選挙権を有しない（公職選挙法第11条の2）。

### 他の法令上の資格要件との関係
- 最高裁判所裁判官国民審査
  - 衆議院議員の選挙権を有する者は、審査権を有する（国民審査法第4条）。
- 裁判員
  - 裁判員は、衆議院議員の選挙権を有する者の中から、選任するものとする（裁判員法第13条）。
- 検察審査員
  - 検察審査会は、当該検察審査会の管轄区域内の衆議院議員の選挙権を有する者の中からくじで選定した11人の検察審査員を以てこれを組織する（検察審査会法第4条）。
- 人権擁護委員
  - 市町村長は、法務大臣に対し、当該市町村の議会の議員の選挙権を有する住民で、人格識見高く、広く社会の実情に通じ、人権擁護について理解のある社会事業家、教育者、報道新聞の業務に携わる者等及び弁護士会その他婦人、労働者、青年等の団体であって直接間接に人権の擁護を目的とし、又はこれを支持する団体の構成員の中から、その市町村の議会の意見を聞いて、人権擁護委員の候補者を推薦しなければならない（人権擁護委員法第6条第3項）。
- 民生委員
  - 民生委員推薦会が、民生委員を推薦するにあたっては、当該市町村の議会（特別区の議会を含む）の議員の選挙権を有する者のうち、人格識見高く、広く社会の実情に通じ、かつ、社会福祉の増進に熱意のある者であって児童福祉法の児童委員としても、適当である者について、これを行わなければならない（民生委員法第6条第1項）。

## 選挙の運営

### 選挙の期日
選挙の期日とは、選挙の投票を行う日（投票日）のことで、公職選挙法に規定されるが、選挙の種類により期間は異なっている。
- 総選挙
  - 衆議院議員の任期満了に因る総選挙は、議員の任期が終わる日の前30日以内に行う（公職選挙法第31条第1項）。
  - 衆議院の解散に因る衆議院議員の総選挙は、解散の日から40日以内に行う（公職選挙法第31条第3項）。
- 通常選挙
  - 参議院議員の通常選挙は、議員の任期が終わる日の前30日以内に行う（公職選挙法第32条第1項）。
- 一般選挙
  - 地方公共団体の議会の議員の任期満了に因る一般選挙は、その任期が終わる日の前30日以内に行う（公職選挙法第33条第1項）。
  - 地方公共団体の議会の解散に因る一般選挙は、解散の日から40日以内に行う（公職選挙法第33条第2項）。
  - 地方公共団体の設置による議会の議員の一般選挙は、当該地方公共団体の設置の日から50日以内に行う（公職選挙法第33条第3項）。
- 長の選挙
  - 地方公共団体の長の任期満了に因る選挙は、その任期が終わる日の前30日以内に行う（公職選挙法第33条第1項）。
  - 地方公共団体の設置による長の選挙は、当該地方公共団体の設置の日から50日以内に行う（公職選挙法第33条第3項）。
  - 地方公共団体の長が欠けるに至り又はその退職の申立てがあったことに因る選挙は、これを行うべき事由が生じた日から50日以内に行う（公職選挙法第34条第1項および第114条）。

選挙の期日は、現在ではほぼすべての選挙で日曜日に設定されている。ただし、主に離島など区域内の一部の地域では本来の選挙の期日に悪天候で投票箱の輸送ができなくなるのを避けるため、通常の投票日の3日前～前日に繰り上げ投票が行われる場合がある。
また、現在でも山形県飯豊町、小国町、秋田県小坂町では、町長や町議会議員の選挙において、通常の投票日を恒常的に日曜日以外の平日とする、平日投票としている。

### 投票時間
投票所は原則7時に開き20時に閉じるが、市町村選管は開く時刻を2時間以内で変更、閉じる時刻を4時間以内で繰り上げでき、その場合は告示を行う（公職選挙法第40条第1項～第2項）。すなわち、有権者数や事務負担などを考慮し、市町村の判断で事前告知により投票終了時刻を20時から繰り上げることができる。期日前投票の定着を理由に、過疎地だけでなく都市部を含め全国的に投票時間の短縮化が年々拡大している。例えば2025年7月20日執行の第27回参議院議員通常選挙では、全国4万4758か所の投票所のうちの40.5%が投票終了時刻の繰り上げを実施し、福島県と栃木県では全ての投票所で繰り上げている。
なお、20時は投票所の閉鎖時間であり、投票箱を閉める時間ではない。2021年10月31日に長野市内に設置された第49回衆議院議員総選挙と長野市長選挙の投票所のうち少なくとも2か所では、20時になっても入場待ちの行列ができており、市選管の指示で行列がなければ投票ができたと考えられることから時間内に来場した人に投票を認めている。

### 選挙の運動期間
日本においては、選挙の際に活動（選挙運動）を行うことのできる期間が規定され、この期間に候補者と政党は公職選挙法等に定められた範囲内で選挙活動を行うことができる。期間は公職選挙法に規定されるが、選挙の種類により期間は異なっている。運動期間は、公職選挙法第129条により公職の候補者の届出のあった日（現在、候補者の届出は選挙告示日（公示日）のみ行えるので、すなわち選挙告示日（公示日））から当該選挙の期日（投票日）の前日までとなっている。
- 国会議員の選挙については参議院議員が17日間、衆議院議員は12日間
- 都道府県知事の選挙は17日間
- 政令指定都市の市長選挙は14日間
- 都道府県および政令指定都市の議会議員選挙は9日間
- 政令指定都市以外の市および東京都特別区の首長および議会議員選挙は7日間
- 町および村の首長および議会議員選挙は5日間

なおこれらは最短日数でありこれより長く選挙運動の期間をとることも認められている。ただし費用の面から最短日数より長く期間を取る例はほとんどない。
通常、選挙の運動のうち街頭での演説や連呼行為は、運動期間の毎日8時から20時までとなる。日本以外の多くの国ではこのような特別な活動期間は設定されておらず、また戸別訪問の禁止や文書等の配布の制限なども日本ほど規制されている国は少ないが、これは選挙運動にかかる費用の抑制等を目的としている。

### 当選人
衆議院比例代表選出議員又は参議院比例代表選出議員の選挙以外の選挙における当選人は、有効投票の最多数を得た者をもって当選人とするが、その者が法定得票を得ていることが必要である（公職選挙法第95条第1項本文）。
衆議院比例代表選出議員及び参議院比例代表選出議員の選挙における当選人の数及び当選人は、ドント方式で決定する（公職選挙法第95条の2、公職選挙法第95条の3）。
得票数が同じで当選人を定めることができないときは選挙会においてくじで当選人を決定する（公職選挙法第95条第2項、公職選挙法第95条の2第2項及び第3項、公職選挙法第95条の3第2項及び第3項）。具体的なくじの方法についてはそれぞれの自治体に委ねられている。なお、1947年の公職選挙法改正以前の選挙では年長者を当選人としていた。

### 選挙の費用
国政選挙に係る地方公共団体の費用は国庫から支出され、「国会議員の選挙等の執行経費の基準に関する法律施行令」に基づく「選挙執行委託費」などという。一例として第21回参議院議員通常選挙の予算額は526億円。2009年11月17日には総務省の選挙関連経費として開票作業費等、啓発推進経費、明るい選挙推進費のそれぞれの費用が事業仕分けされた。

## 選挙の歴史

### 公職選挙法制定前

#### 国政選挙
- 1874年（明治7年） - 民撰議院設立建白書提出。
- 1889年（明治22年） - 大日本帝国憲法発布。衆議院議員選挙法制定（制限選挙・小選挙区制・記名投票）[29]。満25歳以上の男性で直接国税15円以上を納めている者に選挙権付与。
- 1890年（明治23年） - 第1回衆議院議員総選挙[29]。
- 1900年（明治33年） - 納税要件緩和[29]。納税条件を10円以上に引下げ。大選挙区制・秘密投票を導入[29]。
- 1919年（大正8年） - 納税要件緩和[29]。納税条件を3円以上に引下げ。小選挙区制を導入[29]。
- 1925年（大正14年） - 納税条件撤廃。満25歳以上の男性全員（総人口の20.12%）に選挙権付与（狭義の普通選挙・男子普通選挙）。中選挙区制を導入[29]。
- 1945年（昭和20年） - 衆議院議員選挙法改正[29]。満20歳以上の男女に選挙権付与（広義の普通選挙・完全普通選挙）。大選挙区制限連記制を導入[29]。
- 1946年（昭和21年） - 改正された衆議院議員選挙法に基づく大選挙区制限連記制による衆議院議員総選挙を実施（大選挙区制限連記制はこの1回のみ）。
- 1947年（昭和22年） - 参議院議員選挙法が制定され第1回参議院議員通常選挙を実施[29]（全国区、地方区で選出）。衆議院議員選挙法改正で中選挙区制が復活[29]。日本国憲法施行。

#### 地方選挙
- 1878年（明治11年） - 府県会規則が制定され、府と県に公選議員からなる府県会を設置[30]（制限選挙・記名投票[29]）。
- 1880年（明治13年） - 区町村会法が制定され、区町村に公選議員からなる区町村会を設置[30]。
- 1888年（明治21年） - 市制町村制が制定され、市町村会は等級選挙制に基づく公選名誉職議員で構成[30]（制限選挙・等級選挙・秘密投票[29]）。なお、市長は市会から推薦のあった者のうちから内務大臣が選任し、町村長は町村会で選挙されていた[30]。
- 1890年（明治23年） - 府県制、郡制が制定され、府県会は府県内郡市の複選制選挙による名誉職議員で構成し、郡会は町村会選出議員と高額納税者互選議員で構成[30]。
- 1899年（明治32年） - 府県会は各選挙区選出議員で構成し（複選制廃止）、郡会議員の複選制・高額納税者議員制を廃止[30]。
- 1921年（大正10年） - 直接市町村税納税者に公民権を拡張、市を2級選挙制に改め、町村会議員の等級選挙を廃止[30]。郡制を廃止して純然たる行政区画とする[30]。
- 1922年（大正11年） - 府県会議員の選挙権・被選挙権を直接国税納入者に拡大[30]。
- 1926年（大正15年） - 市町村会議員、道府県会議員について普通選挙制導入[30]。市長は市会による選挙により選任し、町村長は選任時の府県知事認可を廃止[30]。
- 1943年（昭和18年） - 市長は市会の推薦を受け内務大臣が選任、町村長は町村会において選挙し府県知事が認可することとなる[30]。
- 1946年（昭和21年） - 都道長官・府県知事・市町村長の公選制導入、選挙管理委員会の制度の創設[30]。地方選挙でも男女の普通選挙制を導入。
- 1947年（昭和22年） - 日本国憲法施行に伴い地方長官は都道府県知事に移行。地方自治法制定。

#### 備考
- 1868年（明治元年） - 12月15日、旧幕府軍の榎本武揚らが蝦夷地（現在の北海道）に政権（蝦夷共和国）を樹立し、諸役を決定するための入札（投票）が実施された[31]。しかし、この入札（投票）に箱館の住民は参加しておらず、旧幕府軍でも入札に参加したのは士官以上の者で旧幕府脱走軍の総数の3分の1程度にすぎなかった[31]。

### 公職選挙法制定後
- 1950年（昭和25年） - 公職選挙法の制定[29]。
- 1952年（昭和27年） - 特別区の区長の公選制の廃止[30]（選任制の導入）。
- 1974年（昭和49年） - 特別区の区長の公選制が復活[30]（1975年から適用）。
- 1982年（昭和57年） - 参議院議員通常選挙の全国区制を拘束名簿式比例代表制へ変更[29]（1983年の参議院議員通常選挙から適用）。
- 1994年（平成6年） - 衆議院議員総選挙の中選挙区制を小選挙区比例代表並立制へ変更[29]（1996年の衆議院議員総選挙から適用）。
- 1997年（平成9年） - 公職選挙法改正により投票時間を18時までから20時までに延長。
- 1998年（平成10年） - 公職選挙法を改正して在外選挙の制度を創設[29]。
- 2000年（平成12年） - 参議院議員通常選挙の拘束名簿式比例代表制を非拘束名簿式比例代表制へ変更[29]（2001年の参議院議員通常選挙から適用）。
- 2001年（平成13年） - 電磁的記録式投票制度を創設[29]。
- 2003年（平成15年） - 公職選挙法改正により期日前投票制度を創設[29]。また選挙期間中のマニフェストの配布を緩和する。
- 2013年（平成25年） - 公職選挙法改正によりネット選挙解禁。
- 2015年（平成27年） - 選挙権年齢を20歳以上から18歳以上に引き下げ[10]。第24回参議院議員通常選挙から適用される。
- 2019年（令和元年） - 参議院議員通常選挙の非拘束名簿式比例代表制に特定枠を導入（特定枠は政党が当選者の優先順位をあらかじめ決める拘束名簿式の制度、2019年参議院通常選挙から適用）。